# Anna-Molly
Anna-Molly è un singolo del gruppo musicale statunitense Incubus, pubblicato nel 2006 ed estratto dall'album Light Grenades.

## Tracce
- CD

1. Anna-Molly (Album Version)
2. Anna-Molly (Live at Edgefest 2006)
3. Drive (Live at Edgefest 2006)
4. Love Hurts (Acoustic)

## Video
Il videoclip della canzone è stato diretto da Jamie Thraves ed è stato girato in California, esattamente a Wilmington, sobborgo di Los Angeles.

## Formazione
- Brandon Boyd - voce
- Mike Einziger - chitarra
- José Pasillas - batteria
- Ben Kenney - basso
- Chris Kilmore - marxophone